# Elisabeth Tworek
Elisabeth Tworek (* 1955 in Murnau a. Staffelsee) ist eine deutsche Literaturwissenschaftlerin und Leiterin der Abteilung Kultur und Bildung des Bezirks Oberbayern.

## Werdegang
Tworek studierte Germanistik, Geschichte, Soziologie und Politische Wissenschaften in München. Dort wurde sie mit einer Arbeit zum Bild des Kleinbürgertums im bayerischen Roman der Weimarer Republik promoviert. 
Ab 1989 war sie freie Mitarbeiterin beim Bayerischen Rundfunk. Seit 2007 ist sie Mitglied des Rateteams des Bayern 2 Literaturrätsels. 
Von 1992 bis 1994 leitete sie das Sachgebiet für Literatur im Kulturreferat der Landeshauptstadt München. 1994 bis 2018 leitete sie die Monacensia im Hildebrandhaus, das literarische Gedächtnis der Stadt München. In ihrer Amtszeit ist die Monacensia, die bis dahin aus dem Münchner Literaturarchiv und der Monacensia-Bibliothek bestand, um einen Ausstellungs- und Veranstaltungsbereich erweitert worden. 2018 übernahm sie die Leitung der Abteilung Kultur und Bildung des Bezirks Oberbayern.
Als Autorin ist Tworek Mitglied in der Vereinigung Münchner Turmschreiber.
Seit 2014 ist sie Mitglied des Gemeinderats von Murnau a. Staffelsee.

## Schriften (Auswahl)
- Kleinbürgertum und Literatur. Zum Bild des Kleinbürgers im bayerischen Roman der Weimarer Republik, Tuduv, München 1985.
- Bayerisches Lesebuch. Piper, München 1999.
- Spaziergänge durch das Alpenvorland der Literaten und Künstler. Arche Verlag, Zürich/Hamburg 2004.
- (Hg.): Dichter Hand Schrift. Blumenbar, München 2004.
- Literarisches München zur Zeit von Thomas Mann. Von der Boheme zum Exil. Bilder, Dokumente, Kommentare. Verlag Friedrich Pustet, München 2016.